# Canburg
Canburg bylo na přelomu 8. a 9. století slovanské hradiště někde na území Čech, snad nedaleko soutoku Labe a Ohře. Od smrti Sámovy v roce 659 do první zprávy o moravském knížeti Mojmírovi I. v roce 833 je v dějinách Česka hluboká časová propast, o níž se nedochovaly žádné písemné zdroje, kromě jediné zmínky o obléhání Canburgu. Jeho jméno známe z Chronicon Moissacense (kronika byla pravděpodobně sepsána ve Franské říši v septimanském Narbonne, neznámým mnichem, ale opis se dochoval v benediktinském opatství v klášteře moissackém, v obci Moissac ve francouzském departementu Tarn-et-Garonne. Podle spisů měl Canburg stát na břehu řeky Labe. Je to nejstarší jménem známé místo bezpečně ležící na území dnešních Čech.

## Karel Veliký a Canburg
V roce 788 franský král Karel I.Veliký v severním Bavorsku zřídil českou marku, tedy vojenskou hraniční oblast. Po vyvrácení říše Avarů mezi lety 791 až 803 se expanze nedávno korunovaného císaře Karla I. Velikého zaměřila na území současných Čech. V roce 805 podnikly tři franské sbory (podle Petra Juřiny v počtu 30 až 40 000 mužů) výpravu od Čech. Cílem bylo vynucení tributární závislosti českých kmenů.
Anno Domini 805 (Léta Páně 805…) Carolus Imperator misit filium suum (císař Karel vyslal svého syna…) Karla zvaného Mladší († 811), který vtrhl s velkou silou do Čech. Et venerunt ad fluvium qui vocantur Agara (dle Chronicon Moissacense) …in planicie Behaim (dle Annales Mettenses priores) (a přišli k řece zvané Ohře …na české planině), tam se tři vojska spojila. První, složené ze Sasů, postupovalo ze severu přes Krušné hory (Chronicon Moissacense pro toto pohoří používá hapax legomenon Fergunna); pravděpodobně je překročilo Nakléřovským průsmykem a pokračovalo dále údolím řeky Bíliny do oharské pánve. Druhé vojsko, které tvořili Bavoři spolu s Alamany a Burgundy (dle Annales regni Francorum) pod vedením Adulfa, bavorského prefekta, a Werinhara, prefekta nově zřízené avarské marky, vniklo do Čech z jihu tradiční Zlatou stezkou zřejmě přes nynější Strakonice či Všerubským průsmykem k nynější Plzni a dále k Ohři buď podél Berounky, nebo přes území současného Rakovnicka. Třetí a hlavní voj vedený synem Karla I.Velikého Karlem Mladším přitáhl po takzvané královské cestě od horního Mohanu překračující Smrčiny a dále podél Ohře k místu setkání, odkud vojska společně dorazila k hradu Canburg, který také oblehla a poplenila zemi dokola, na té i oné straně řeky Labe. Poněkud nejasná je v souvislosti s výpravou úloha čtvrtého, zřejmě jen podpůrného vojska, které se po Labi plavilo k Magdeburku, kde zpustošilo jakési území Genewara (snad Warnefeld či Gommern), a poté se podle Chronicon Moissacense vrátilo do své vlasti. Nejčastěji se předpokládá, že mělo vázat vojenské síly Velétů, tato interpretace je však nejistá.
Vojska českých kmenů proti útočícím franským vojskům zvolila taktiku vyhnutí se boje a spoléhala na to, že se velká armáda nedovede v pleněné zemi dlouhodobě uživit. Karel proto chtěl společnými silami dobýt hradiště Canburg. Ten se jim ale ani po 40 dní trvajícím obléhání dobýt nepodařilo. Při jedné ze šarvátek měl zemřít český kníže Lech/Běch(v různých redakcích Annales Mettenses priores a odvozených pramenů se vyskytují i tvary Lecho/Lech či Becho/Běch). Není ale jasné, zda šlo o vlastní jméno, nebo o titul. Karlova armáda tedy vyplenila okolí, a protože nezbývalo ani obroku pro koně, ani potravy pro vojsko, vrátili se domů.
Po tomto neúspěchu se vpád franských vojsk opakoval v roce 806. Této výpravě velel již Pipin Italský, druhorozený syn Karla Velikého. Vojsko se skládalo z Bavorů, Alamanů, Burgundů, a podle Chronicon Gothanum i z Langobardů. Z dochovaných pramenů (Ordinatio imperii, Einhardi Vita Karoli Magni) lze vysoudit, že se české kmeny poddaly a pravděpodobně alespoň nějaký čas tribut do Franské říše (přesněji Bavorska) odváděly.

## Různé lokalizace Canburgu

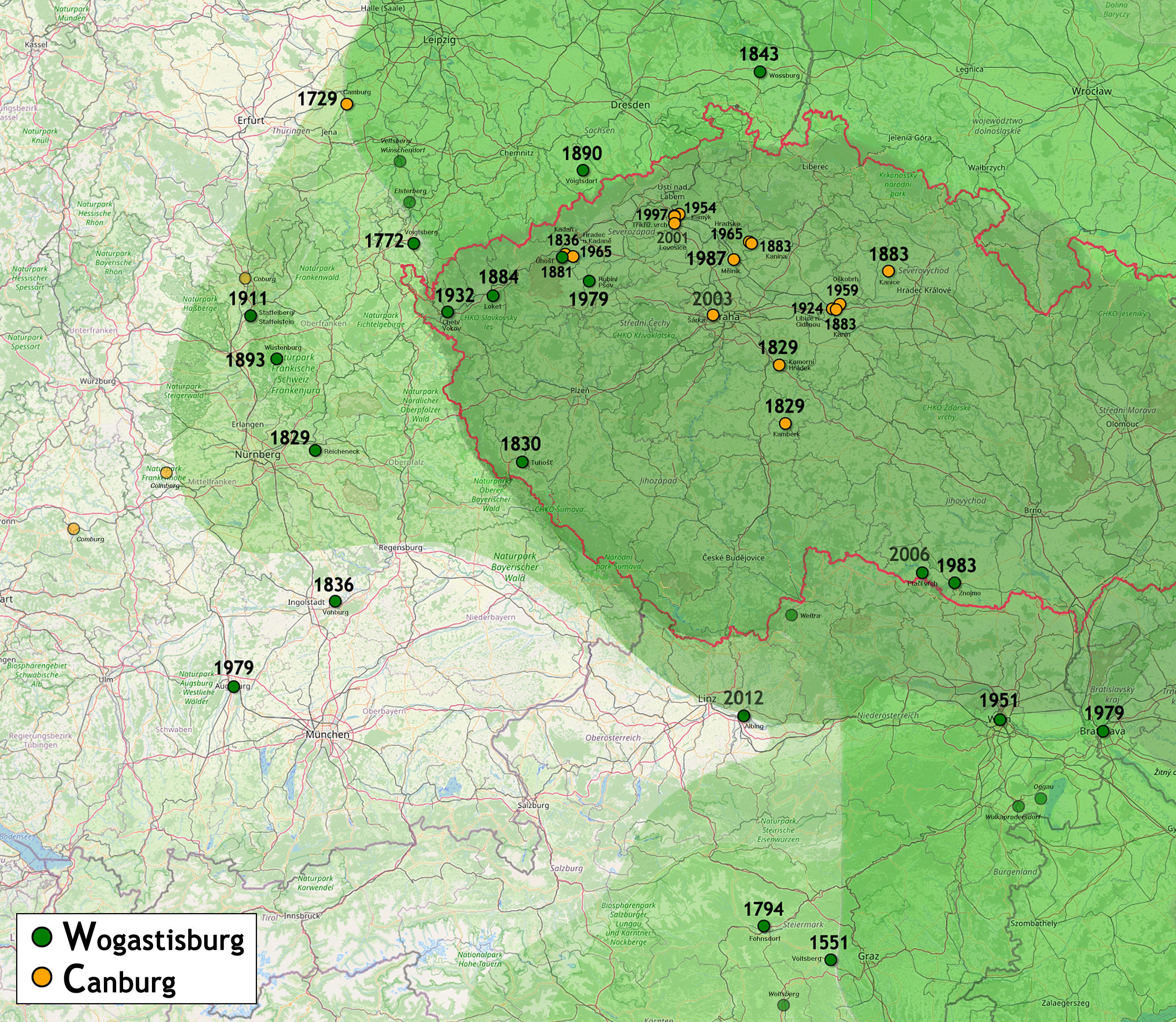
Umístění Canburgu v představách historických badatelů

- 1729 – Camburg na Sále (Johann Georg von Eckhart,[3] 1780 Johann Daniel Ritter)[4]
- 1829 – Kamberk, Komorní Hrádek (Georg Heinrich Pertz)[5]
- 1836 – Kadaň (František Palacký)
- 1883 – Kanina, Kanín, Kanice (August Sedláček)
- 1924 – Kanín (Bohuslav Horák, 1974 Ernst Schwarz)
- 1924 – Staré Hradiště u Libice (Bohuslav Horák)
- 1954 – Kamýk u Litoměřic (Slavia: Časopis pro slovanskou filologii)
- 1959 – Oškobrh (Viktor Kotrba)
- 1965 – Hradsko, Hradec u Kadaně, Libice nad Cidlinou, Oškobrh (Miloš Šolle)
- 1987 – Pšov (Mělník) (Heinrich Kunstmann, 2001 Petr Juřina)
- 1997 – Tříkřížový vrch, Hrádek (Oldřich Kotyza)
- 2001 – Lovosice (Dušan Třeštík)
- 2003 – Šárecké hradiště (Jiří Sláma)

Poznámka: V přímé souvislosti s Karlem Velikým a Avary je shodou okolností zmiňován (v Annales regni Francorum), v roce 791, i jiný, konkrétní „Canburg“ – „parte Danubii ad Cumeoberg“, tj. dnešní Tulln na Dunaji.

## Hledání v Česku
Přesná poloha hradiště není jasná a vedou se o ní spory. Chronicon Moissacense píše, že Canburg ležel někde u Labe. Je pravděpodobné, že ležel někde poblíž soutoku Ohře s Labem, kde se Karlova vojska měla setkat. Je také možné, že kronikáři zaměnili Labe za jinou řeku, například Vltavu, případně, že není míněna řeka, ale pohoří (tj. Švábská Alba). I břeh, na kterém měl Canburg stát, je sporný, a prameny se o něm nezmiňují. Protože franské vojsko se v Čechách zdrželo několik týdnů a mohlo se přemísťovat rychlostí několika desítek kilometrů za den, je možné, že mohl ležet i poměrně daleko od soutoku Labe a Ohře a i poměrně daleko od samotné řeky Labe.
Canburg se hledal již v 19. století, od dob Františka Palackého, a to hlavně pomocí jazykové analýzy. August Sedláček odvodil z písemných pramenů a znalosti o opevněném zdejším hradišti souvislost jmen Canburg (Can-burg) a Kanina (Kaninský hrad), a umístil Canburg na Hradsko u Mšena. Jiné možnosti byly například vrch Oškobrh ve východních Čechách, Kanín u Libice nad Cidlinou, nebo Hradec u Kadaně. Tyto jsou však nepravděpodobné, protože jsou dost daleko od soutoku Labe s Ohří. Na druhou stranu, Hradsko leží dost daleko od Labe (asi 10 km), toto malé (9,3 ha) a odlehlé hradiště ukryté v hlubokých lesích se navíc nacházelo mimo tehdejší sídelní komoru. Hradsko jako Canburg prosazoval zejména Miloš Šolle, který prováděl archeologický výzkum této lokality. Toto hradiště je známé nálezem dvou nízkých kónických přileb (v roce 1890 kdesi na předhradí, bohužel bez nálezových okolností) časově i typově zařazovaných do období pozdní franské říše (dle Dagmar Hejdové).

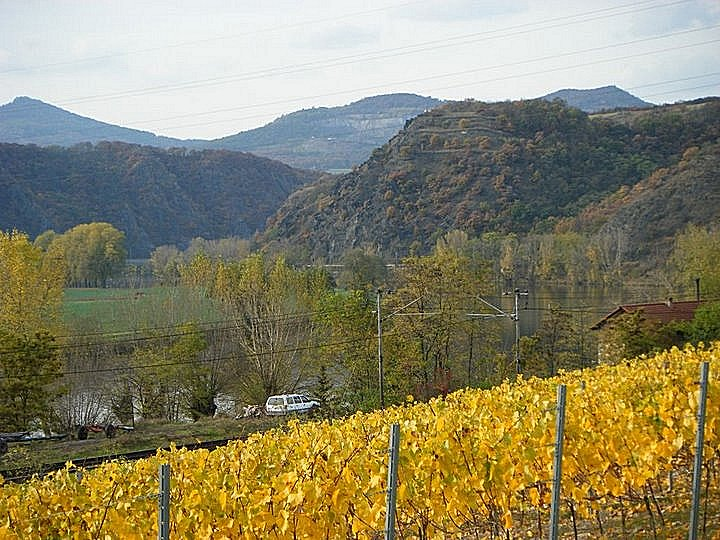
Kalvárie (Tříkřížový vrch), pohled od Velkých Žernosek

Později se k možným kandidátům přidaly i dvě lokality nedaleko dnešních Litoměřic. První je Tříkřížový vrch (Kalvárie) se sousedním vrchem Hrádek na pravém břehu Labe. Oba vrchy byly v dané době využity jako sídliště, velmi pravděpodobně zásadního významu (zdejší dva dochované souběžné valy patří k nejmohutnějším na našich hradištích, dodnes dosahují výše 12–15 metrů). Zlomky nalezené keramiky jsou datovány do závěru starší doby hradištní, tedy zhruba do konce 8. a počátku 9. století. Je možno také poukázat na podobnost apelativa, které dalo jméno nedalekému Kamýku, a zmíněným jménem Canburg. Tříkřížový vrch podporoval Oldřich Kotyza.
Druhou z litoměřických možností jsou Lovosice, město na levém břehu Labe, na jehož území bylo prokázáno významné obchodní sídlo té doby. Problémem je zejména to, že se nedochovaly zbytky silného opevnění, které by hradišti umožnilo, aby se ubránilo obrovské armádě. Archeologické nálezy spíše ukazují na to, že zdejší opevnění bylo jen palisádové, přičemž se nemohlo ani opřít o neprostupný terén, i když zde do Labe ústící potok Modla vytvářel v té době deltu s několika rameny. S touto variantou přišel historik Dušan Třeštík, který pochyboval, zda je vůbec smysluplné pro identifikaci Canburgu vycházet ze jména hradiště, navíc možná v cizích kronikách dochovaného ve zkomoleném tvaru, protože pravděpodobnost, že by se v pomístním názvu zachovalo z počátku 9. století, je velmi malá.
Další možností místa hradiště je Šárecké hradiště, kterou zmínil Jiří Sláma. Upozornil zejména na fakt, že poloha tohoto hradiště odpovídá mnohem lépe mocenskému centru Čech a že pochod od Ohře k Šárce mohl trvat vojsku pouhý jeden den, přičemž by mu nestála v cestě žádná významnější řeka jako v případě Labe u Hradska nebo Tříkřížového vrchu.
Existuje také teorie, že název Canburg lze pomocí latinského canis – „pes“ odvodit od jména Pšov. Pak by tímto místem mohl být i pravobřežní Mělník, který je s Pšovem tradičně spojován. Tato lingvistická konstrukce H. Kunstmanna (kterou později přijal P. Juřina) je onomastiky považována za neseriózní.

## Zmínky v pramenech
- hlavní:

| „                                               | Vastata autem et incensa per XL dies eadem regione, ducem illorum nomine Lechonem occidit. | Po 40 dnů [Karel Mladší] pustošil a pálil onu krajinu a zabil knížete jejich jménem Lecho. | “ |
| — Annales Mettenses priores, a.a. 805, p. 93-94 |                                                                                            |                                                                                            |   |

| „ | Et venerunt ad fluvium qui vocatur Agara illi tres hostes insimul, et inde venerunt ad Canburg, qui et illum obsiderunt, et vastaverunt regionem in circuitu, in ista parte Albiae et ultra Albim. | A ona tři vojska dorazila společně k řece, kterou nazývají Ohře, odtud táhla ke Canburgu, onen oblehla a zpustošila krajinu vůkol na té straně Labe i za Labem. | “ |
| — Chronicon Moissacense, a.a. 805, p. 257-259, MGH SS 2 - nová edice podle nově objeveného rukopisu, starší otisk: cf. i SS 1, p. 280-313 | | |   |

- ostatní:| „            | Anno 805, indicta 12. Natio Sclavorum studio satis asperi bella, quos Beheimare vocitant, in se levitate procaci irritans Francos, Caroli commoverat iram. | Roku 805, v indikci 12. Slovanský národ, jenž válkou je sdostatek divý, bývá nazýván Čechové, je drzý a nespolehlivý, pokouší se dráždit Franky a popudí na sebe hněv Karlův. | “ |
| — Poeta Saxo | | |   || „                 | Eodem anno misit exercitum suum cum filio su Karolo in teram Sclavorum, qui vocabantur Cinu [resp. Cihu]. | Téhož roku vyslal [císař Karel] svého syna Karla se svým vojskem do země Slovanů, kteří se nazývají Češi. | “ |
| — Annales Tiliani | | |   |
- další prameny: Annales regni Francorum, Annales Guelferbytani, Annales Maximiani, Annales Fuldenses, Annales Sithienses, Reginonis Chronicon, Annales Lobienses, Annales Quedlinburgenses, Annales Weissenburgenses, Annales Ottenburani, Annales Altahenses maiores, Herimani Augienses Chronicon, Historia Langobardorum Chronicon Gothani